# Dieter Hahn
Dieter Hahn (* 20. Juni 1961 in Oberhausen im Rheinland) ist ein deutscher Manager.

## Leben
Hahn absolvierte nach dem Abitur zunächst eine Banklehre. Anschließend studierte er das Fach Jura an den Universitäten Freiburg im Breisgau und Hamburg. Im Jahre 1990 beendete er sein Studium mit dem Staatsexamen. Nach Durchlaufen des Trainee-Programms des Axel-Springer-Verlags wurde Hahn noch im selben Jahr Vertriebsleiter der spanischen Tageszeitung Claro, die am Markt ohne Erfolg blieb.
Im Jahr 1992 beendete Dieter Hahn seine Dissertation mit dem Thema Die feindliche Übernahme von Aktiengesellschaften: eine juristisch-ökonomische Analyse. Im selben Jahr übernahm er die stellvertretende Verlagsleitung der Zeitschrift Super, die aber wirtschaftlich nicht zu halten war. Im Jahr darauf wechselte er vom Axel-Springer-Verlag in die Kirch-Gruppe als Geschäftsführer des DSF. 1997 wurde er von Leo Kirch in die Geschäftsführung der Kirch-Gruppe berufen. Ein Jahr später wurde er stellvertretender Vorsitzender.

Unter der Geschäftsführung von Dieter Hahn sollte die Kirch-Gruppe 2001 das erste voll integrierte Medienunternehmen Deutschlands werden, welches 2002 als KirchMedia AG an der Börse notiert werden sollte. Im Frühjahr 2002 meldete die überschuldete Kirch-Gruppe allerdings Insolvenz an. Der damalige Chef der Deutschen Bank, Rolf-Ernst Breuer, hatte bereits öffentlich in einem Fernsehinterview Kirchs Kreditwürdigkeit angezweifelt.
 Das verflochtene Kirch-Imperium brach mit 100 Tochterfirmen, 10.000 Mitarbeitern und geschätzten zehn Milliarden Euro Schulden zusammen. Hahn konzentrierte sich ab Jahresende auf die Prozesse rund um die Firmentochter Taurus.
Die Münchner Staatsanwaltschaft stellte 2005 die Ermittlungen wegen Insolvenzdelikten gegen ihn und andere Kirch-Manager ein. Wegen Urkundenfälschung wurden aber Geldstrafen gegen Leo Kirch und seinen Vize Dieter Hahn verhängt. Hahn musste 54 000 Euro zahlen.
Seit 2006 gilt er als Vorkämpfer von Leo Kirch in dessen Kampf um Schadensersatz gegen den ehemaligen Deutsche-Bank-Chef Breuer, welcher zu Beginn des Jahres 2014 mit einem Vergleich endete. 2007 plante Hahn gemeinsam mit Leo Kirch ein Comeback im Mediengeschäft. Mit der Sirius SportMedia GmbH sicherten sie sich die Fernsehrechte der Fußball-Bundesliga von 2009 bis 2015. Nach einer Intervention des Bundeskartellamtes wurde der Vertrag allerdings wieder aufgelöst.
Im Rahmen seiner Zeugenaussage bei der späteren Anklage gegen ehemalige Manager der Deutschen Bank wegen versuchten Prozessbetrugs gab Hahn zu, dass er von den Kirch-Erben mit 200 Millionen Euro an der Zahlung der Deutschen Bank beteiligt worden ist.